# Municipio de Forreston
El municipio de Forreston (en inglés: Forreston Township) es un municipio ubicado en el condado de Ogle en el estado estadounidense de Illinois. En el año 2010 tenía una población de 2080 habitantes y una densidad poblacional de 22,09 personas por km².

## Geografía
El municipio de Forreston se encuentra ubicado en las coordenadas 42°9′49″N 89°38′18″O / 42.16361, -89.63833. Según la Oficina del Censo de los Estados Unidos, el municipio tiene una superficie total de 94.16 km², de la cual 94,12 km² corresponden a tierra firme y (0,04 %) 0,04 km² es agua.

## Demografía
Según el censo de 2010, había 2080 personas residiendo en el municipio de Forreston. La densidad de población era de 22,09 hab./km². De los 2080 habitantes, el municipio de Forreston estaba compuesto por el 97,21 % blancos, el 0,24 % eran afroamericanos, el 0,14 % eran amerindios, el 0,29 % eran asiáticos, el 0,82 % eran de otras razas y el 1,3 % eran de una mezcla de razas. Del total de la población el 1,92 % eran hispanos o latinos de cualquier raza.